# 금성고등학교 (부산)
금성고등학교(錦城高等學校)는 대한민국 부산광역시 동구 좌천동에 위치한 사립 고등학교이다.

## 학교 연혁
- 1954년 7월 22일 : 금성고등학교 설립 인가
- 1954년 7월 22일 : 초대 양성봉 이사장 취임
- 1954년 7월 22일 : 초대 우덕준 교장 취임
- 1969년 3월 5일 : 중학교와 고등학교 분리, 고등학교 신관(본관) 이동
- 1981년 8월 20일 : 학교법인 ｢금성학원｣으로 학교 법인명 변경
- 1982년 10월 14일 : 김창덕 이사장 취임
- 1983년 3월 31일 : 강당(서관) 신축 완공
- 1983년 9월 19일 : 학급 증설 인가(36학급)
- 2004년 6월 4일 : 금성중고 반세기(錦城中高 半世紀) 발간, 개교 50주년 기념식
- 2024년 9월 1일 : 제19대 민우성 교장 취임
- 2024년 12월 27일 : 제69회 졸업식
- 2025년 3월 5일 : 2025학년도 입학식

## 참고 자료
- 금성고등학교 - 한국교육학술정보원 학교알리미